# 香港地名來源

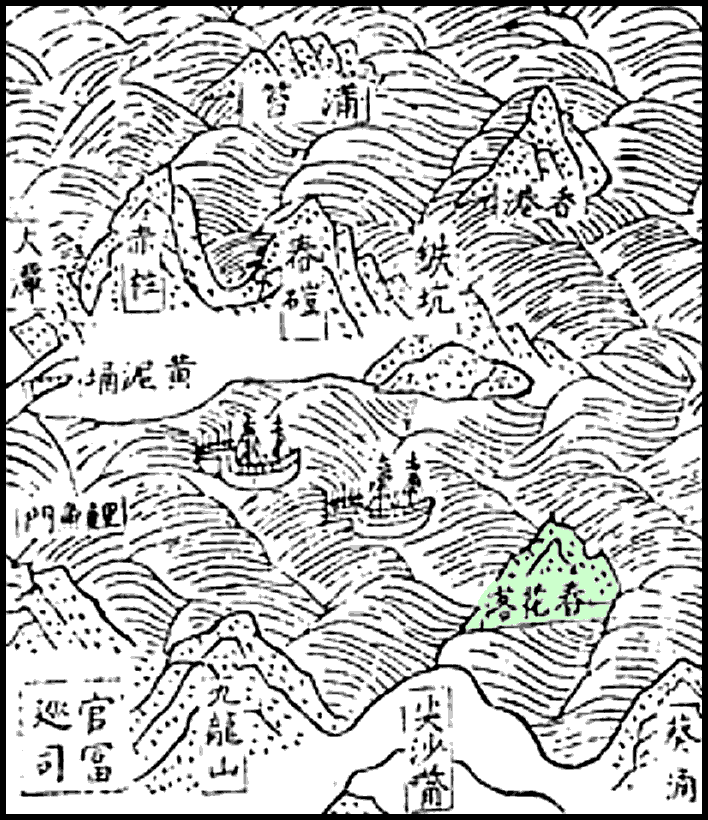
《粵大記》中出現的「香港」地名

香港地名來源至今仍存有爭議，「香港」一詞早於明朝就已經有文獻記載。香港特別行政區現時管轄範圍，源於1860年九龍半島和1898年新界地區併入香港島後組成之英國殖民地。

## 早期文獻記載
現存最早「香港」一詞之文獻記載，為明朝萬曆年間1596年郭棐所著之《粵大記》。該書中之「香港」並非標於現稱香港島之島嶼，而是今日之鴨脷洲。

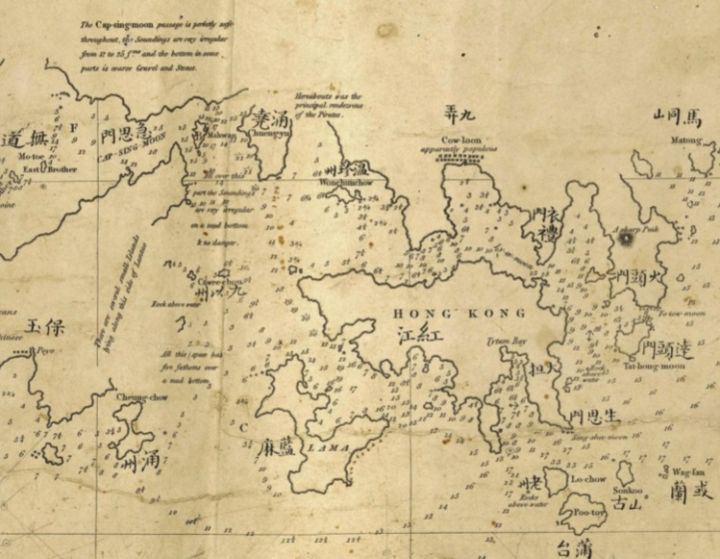
1810年海圖

大清國在今銅鑼灣天后廟一帶，設有紅香爐水汛，1730年陳倫炯《沿海全圖》標記「紅香爐」。1767年有英國海圖用「Fan Chin Chow（范春洲）」標示今香港島。1778年，「HE-ONG-KONG」首次出現在西方海圖。1810年代，英國東印度公司曾勘探珠江口香港一帶地形，所繪地圖上有「紅江」（Hong Kong），又讚揚大潭灣是良港；1834年至1839年，英船不時停泊在香港水域，律勞卑和威廉·渣甸分別去信英國首相第二代格雷伯爵和外相巴麥尊，建議佔領香港。

## 地名來源傳說

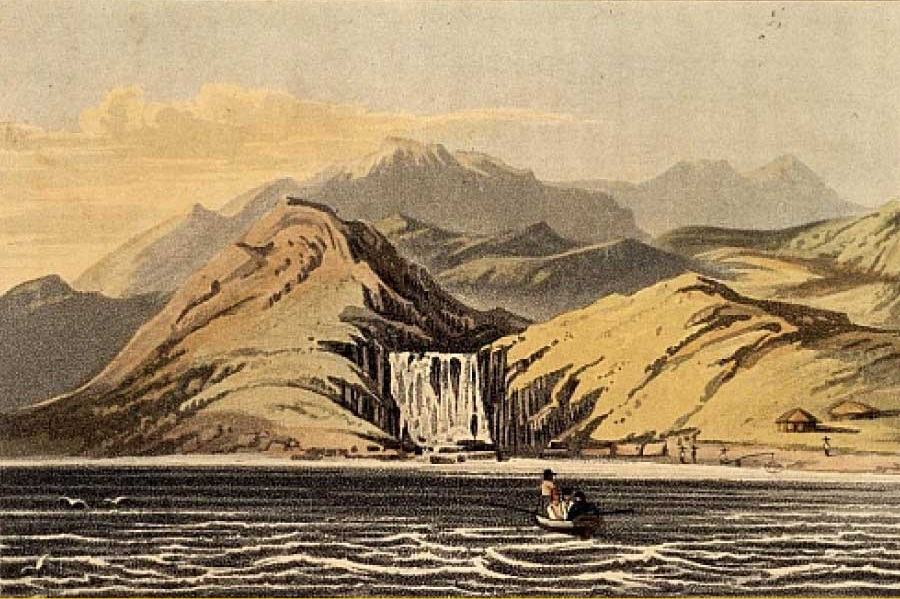
薄扶林瀑布灣可能是所指的「香江」

香港一詞的來源，有多種說法，此等傳說均解釋香港島得名之原因。香港開埠前，明朝末年已有香港之稱，當時香港特指鐵坑對面的小島，即現今黃竹坑對面的鴨脷洲。香港地名來源有多種說法，其中一個故事是英軍最初登陸香港島時，漁民陳群帶領英軍到港島北群帶路一帶時告知英軍「香港」此名。香港有說指源於盛產和出口香木而名（運送香料的港口）。

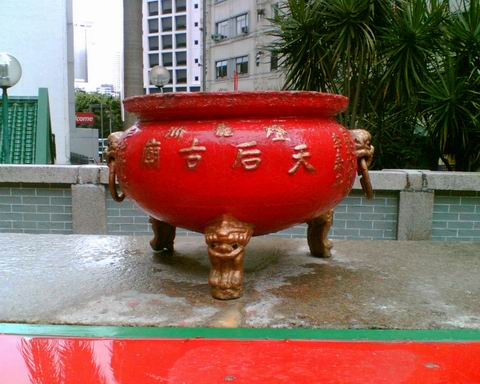
銅鑼灣天后廟的紅香爐

### 香木說
東莞縣及新安縣（今東莞、深圳、香港等地）盛產香木，「莞香」甚負盛名。早於宋朝年間瀝源及大嶼山沙螺灣種有大量莞香樹。香農將土沉香製成多種香製品，從陸路先運抵尖沙咀，再由「大雞眼」船集中於香港仔石排灣，或運往中國大陸，或經南洋遠銷至阿拉伯國家。古時尖沙咀又被稱為香埠頭，石排灣又是香市港口，港口以運香木出口而著名，因此被稱為香港。

### 香江說
香港薄扶林有一條溪水，清冽甘甜，被附近居民及海船做淡水飲用，被稱為「香江」（現已不存在），香江入海口就被稱為香港，因此香港現時又稱為「香江」。

### 香姑說
清朝時期，傳說有女海盜香姑（張保仔之妻），由於她盤踞今香港島，所以該島被稱為香姑島，簡稱香島，後來又變成香港島。
( 註：這個説法基本上不可信，因為［ 香港 ］這個地名在明代已經出現 )

### 紅香爐說

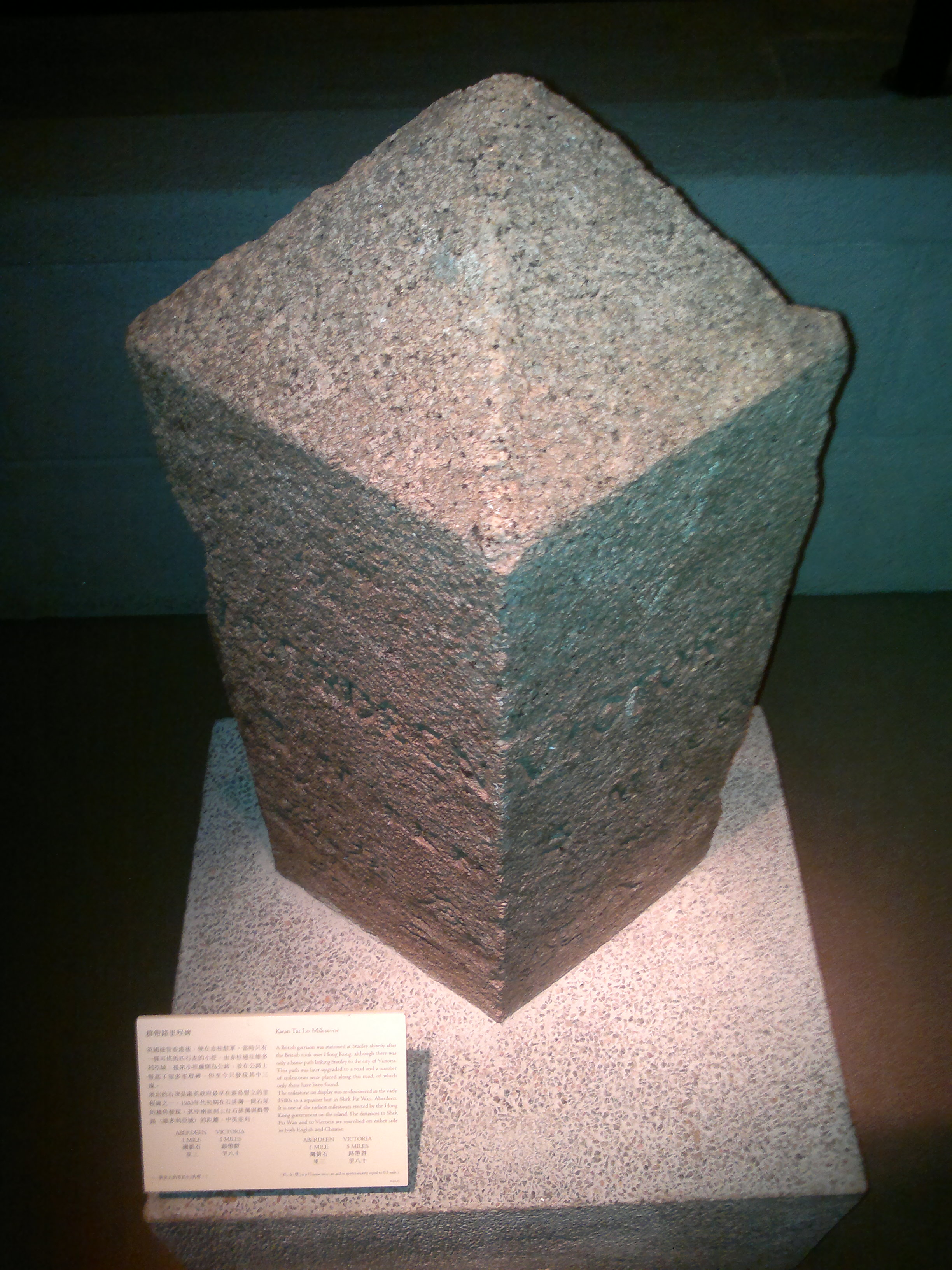
原於石排灣道，現於香港歷史博物館的「群帶路」至石排灣至赤柱里程碑。

很久以前海上有一隻紅香爐漂到銅鑼灣天后廟前，人們以為天后顯靈，把香爐供奉於廟內，廟所在的山就是紅香爐山，這個地方就被稱為紅香爐港，簡稱香港。

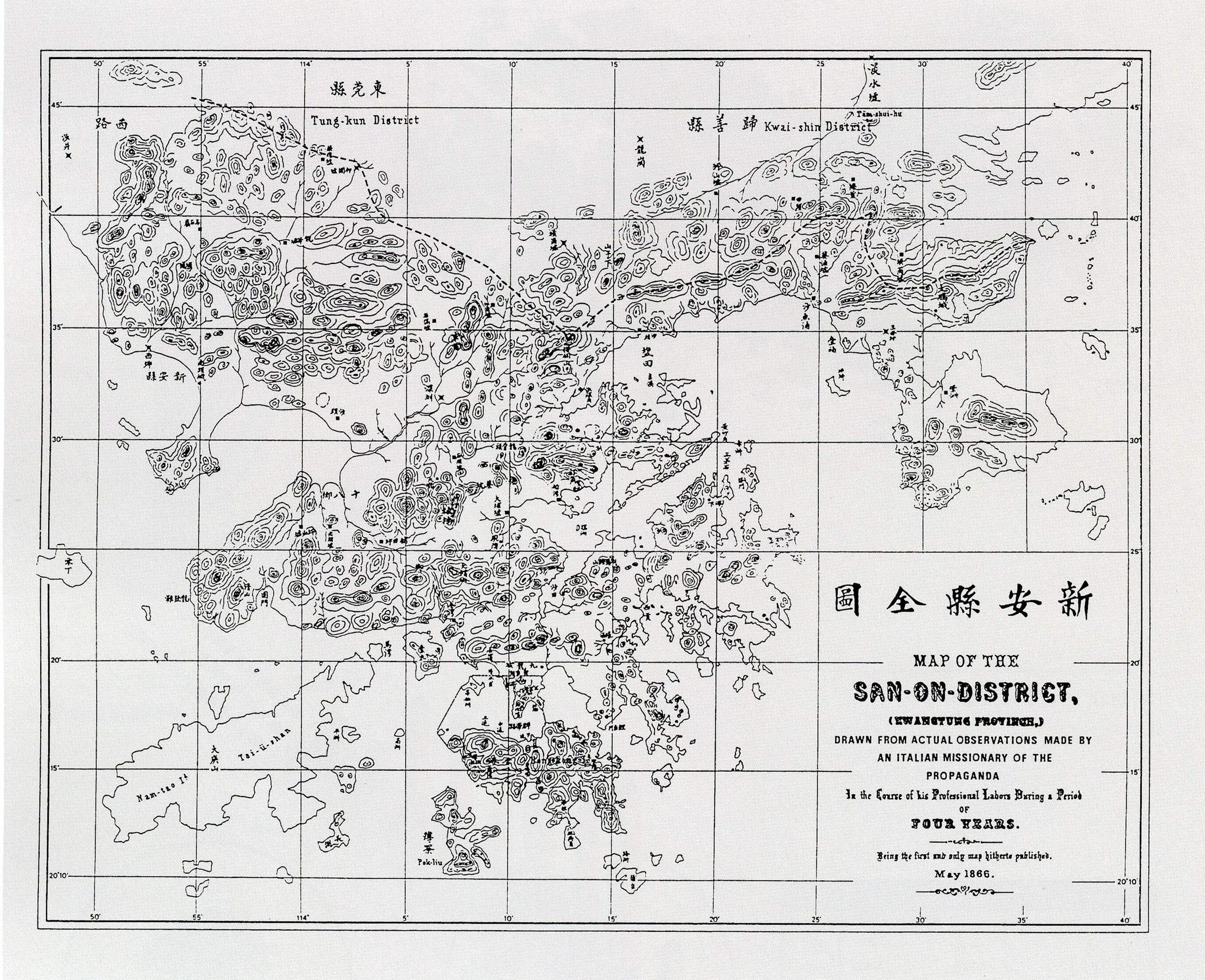
1866年（清同治七年）《新安縣全圖》，圖中群帶路所指今日中上環一帶

### 阿群帶路說
水上人漁民，源自遠古百越族，自遠古時代開始就在廣東一帶聚居，他們是香港最早的居民，以往聚居在香港島的香港仔、赤柱和九龍的油麻地等地。地理大發現後，大量歐美商人來華貿易，满清政府只准廣東一口通商。英軍初抵港島時在赤柱一帶登陸，一名水上人女漁民陳群為英軍開路，帶領英人從香港仔循香港村、石排灣等地，越山至港島北部「群帶路」一帶（即後來之維多利亞城）。經香港仔時，英軍詢問所在何地，陳群以水上人音回答「香港」，蜑家話「香港」近似廣州話「康港」，英人即以水上人音「HONG KONG」為記，因而成為全島之總稱，整個島嶼就被稱為香港島。

## 應用範圍變遷
1841年香港島全島割讓予英國，1860年九龍半島割讓，殖民地政府將之與香港島合稱為香港。1898年新界被英國租借，殖民地政府視新界為香港一部份，是為今日香港所指範圍。